# 企业解决方案
企业解决方案，也叫行业解决方案、商业解决方案，是指商业领域内由专业个人、组织或机构针对于某个企业、组织或行业机构，在现实中或未来中的实际问题、管理局限性或者功能拓展需求而为该企业设计、制定并实施的一系列局部或非局部的技术理论、管理模式、运行方法以及配套运维设施的方法的组合。
目前企业解决方案种类繁多，已涉及数字化、物流管理、营销战略、网络安全、人力资源、财务系统、数据库管理、大数据等等所有功能与门类。
进入21世纪后，随着办公数字化的普及，商业领域内所讨论或提及的企业解决方案，几乎都是指“IT数字化的企业解决方案”。
为了更加明确该企业解决方案的功能和细节，企业解决方案领域的专业人士通常会在“企业”与“解决方案”两个名称之间添加具体的功能或者对象词，如“企业大数据解决方案”、“企业考勤解决方案”、“企业网络安全解决方案”等，以确定该解决方案的具体功能。